# ليزلي غاي
ليزلي غاي (بالإنجليزية: Leslie Gay)‏ (24 مارس 1871 في المملكة المتحدة - 1 نوفمبر 1949 في المملكة المتحدة) هو لاعب كركيت ولاعب كرة قدم بريطاني (وحمل سابقاً جنسية المملكة المتحدة لبريطانيا العظمى وأيرلندا) في مركز حراسة المرمى. شارك مع منتخب إنجلترا للكريكت. أما مع النوادي، فقد لعب مع نادي مقاطعة هامبشاير للكريكت ‏ ونادي مقاطعة سومرست للكريكت ‏ وCambridge University A.F.C. ‏ ونادي مارليبون للكريكت ‏ ونادي جامعة كامبريدج للكريكيت ‏.

## وصلات خارجية
- ليزلي غاي على موقع إي آس بي آن كريك إنفو (الإنجليزية)
- ليزلي غاي على موقع قاعدة بيانات كرة القدم.إي يو (الإنجليزية)
- ليزلي غاي على موقع ناشيونال فوتبول تيمز (الإنجليزية)